# IC 2589
IC 2589 ist eine Spiralgalaxie mit ausgedehnten Sternentstehungsgebieten vom Hubble-Typ Sbc im Sternbild Hydra südlich des Himmelsäquators. Sie ist schätzungsweise 156 Millionen Lichtjahre von der Milchstraße entfernt und hat einen Durchmesser von etwa 40.000 Lj.

Im selben Himmelsareal befindet sich u. a. die Galaxie IC 2594.
Das Objekt wurde am 15. Februar 1898 von Lewis Swift entdeckt.